# Cubanoptila mederi
Cubanoptila mederi là một loài Trichoptera hóa thạch trong họ Glossosomatidae.